# Präsidentschaftswahl in den Vereinigten Staaten 1924
In der US-Präsidentschaftswahl von 1924 traten auf der Seite der Republikaner Calvin Coolidge, der seit dem Tod von Warren G. Harding 1923 das Präsidentenamt übernommen hatte, und als Kandidat für die Vizepräsidentschaft Charles G. Dawes an. Sie standen für eine Fortführung ihrer Wirtschaftspolitik, die auf der Laissez-faire-Theorie beruhte und in ihrer ersten Amtszeit einen Wirtschaftsboom aufkommen ließ. Außenpolitisch vertraten Coolidge und Dawes weiterhin den Isolationismus, den Harding als Kehrtwende zum Wilsonianismus eingeleitet hatte. Wie schon bei der Präsidentschaftswahl 1920 unterstützten konservative Prominente aus Hollywood die Republikaner, unter anderem der Sänger Al Jolson. Es war der erste Wahlkampf weltweit, dessen wesentliche Stationen vom damals neuen Medium Rundfunk übertragen wurden.
Für die Demokraten kandidierten John W. Davis, ein auf nationaler Ebene nahezu unbekannter ehemaliger Kongressabgeordneter aus West Virginia, und als sein Running Mate Charles W. Bryan, der Gouverneur von Nebraska. Sie standen für die Politik von Woodrow Wilson, in der der Staat die Steuern erhöhte und mehr die Wirtschaft regulierte. Außenpolitisch forderten sie ein stärkeres Engagement der USA und den Eintritt in den Völkerbund. Davis war ein Kompromisskandidat, der erst nominiert wurde, nachdem die beiden ursprünglichen Favoriten, der frühere Finanzminister William Gibbs McAdoo und Gouverneur Al Smith aus New York auf einer Brokered Convention in mehr als 100 Wahlgängen gegeneinander angetreten waren.
Trotz der Abspaltung der Progressiven unter Robert M. La Follette, der lediglich seinen Heimatstaat Wisconsin gewinnen konnte, gelang Calvin Coolidge ein hoher Sieg. Unter seiner Führung erreichten die USA ein hohes Wirtschaftswachstum und einen beachtlichen Wohlstand in der Bevölkerung. Auch kam es zum Aktien-Boom, indem immer mehr Amerikaner erfolgreich an der Börse spekulierten.

## Kandidaten

### Republikaner

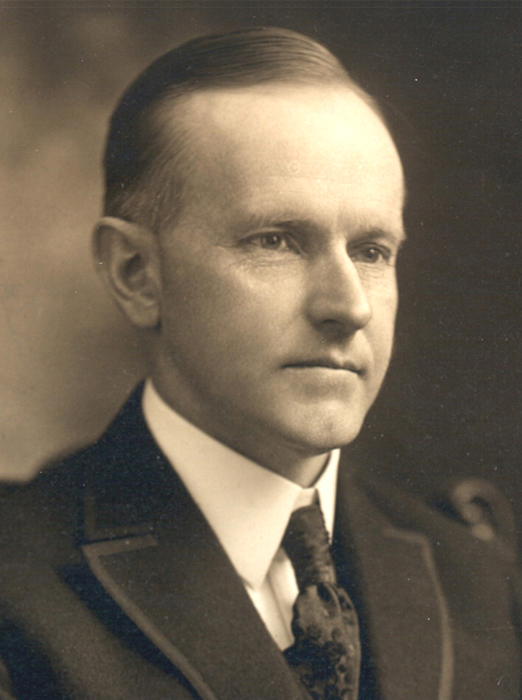
Calvin Coolidge

Für die Republikaner kandidierte der amtierende Präsident Calvin Coolidge, der nach dem Tod Warren Hardings das Amt übernahm. Er hatte praktisch keine ernstzunehmende Konkurrenz. Sein Running Mate wurde Charles G. Dawes.

### Demokraten

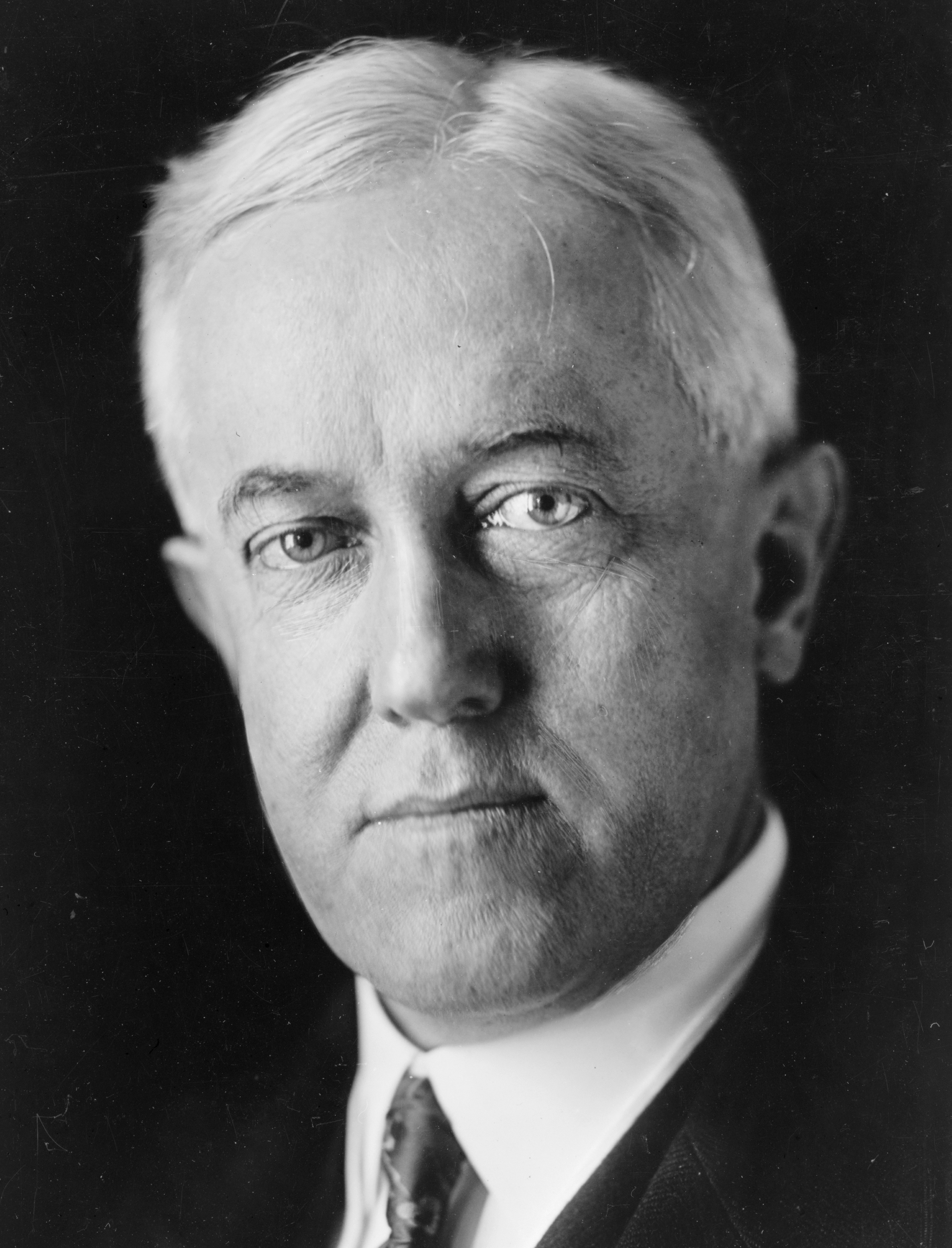
John William Davis

Die Demokraten nominierte John W. Davis im 103. Wahlgang als Kompromisskandidaten und übergingen damit William G. McAdoo, der zuvor in fast allen Wahlgängen geführt hat. Sein Mitbewerber als Vizekandidat wurde Charles W. Bryan.

### Progressiver

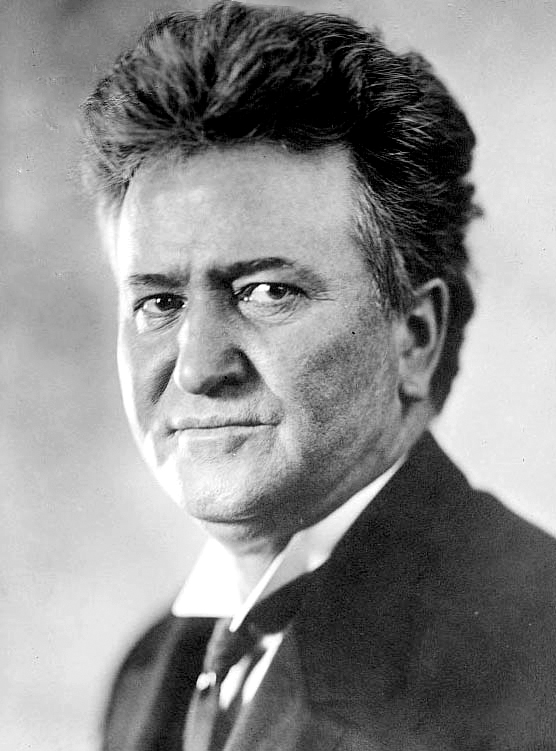
Robert M. La Follette

Als Robert M. La Follette die Nominierung der Republikaner nicht erhielt, gründete er aus Protest erneut eine Progressive Partei. Er kandidierte zusammen mit Burton Wheeler.

## Ergebnis
| Kandidat              | Partei | Partei           | Stimmen    | Stimmen | Wahlmänner |
| Kandidat              | Partei | Partei           | Anzahl     | Prozent | Wahlmänner |
| --------------------- | ------ | ---------------- | ---------- | ------- | ---------- |
| Calvin Coolidge       |        | Republikaner     | 15.723.789 | 54,0 %  | 382        |
| John W. Davis         |        | Demokraten       | 8.386.242  | 28,8 %  | 136        |
| Robert M. La Follette |        | Progressive      | 4.831.706  | 16,6 %  | 13         |
| Herman P. Faris       |        | Prohibitionisten | 55.951     | 0,2 %   | —          |
| William Z. Foster     |        | Kommunisten      | 38.669     | 0,1 %   | —          |
| Andere                | Andere | Andere           | 60.750     | 0,2 %   | —          |
| Gesamt                | Gesamt | Gesamt           | 29.097.107 | 100 %   | 531        |

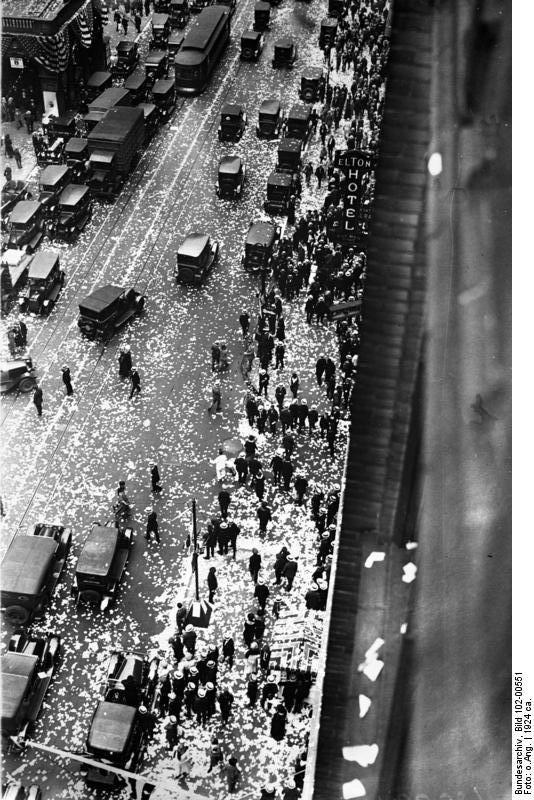
Flugblätter in New York während des Wahlkampfes 1924

266 Stimmen waren für die Wahl zum Präsidenten notwendig.